# おおたき (消防船・2代)
おおたきは、海上災害防止センター（MDPC）の消防船。同名船としては2代目にあたる。

## 来歴
日本の経済発展に伴い、港湾や狭い水道、沿岸域の船舶交通の稠密化が問題となっていた。また原油輸入量の激増と石油タンカーの大型化もあり、タンカー関連海上災害の危険増大が危惧されていた。1960年代には大規模なタンカー関連海上災害が立て続けに発生したこともあり、海上保安庁は自らの消防能力を強化するとともに、民間での防災体制拡充も志向するようになった。1972年5月に海上保安協会内に海上消防委員会が設置され、ひりゆう型消防船の準同型船「おおたき」の運用を担当することとなった。そして1974年12月6日には海上災害防止センターが設置され、1975年7月には2番船「きよたき」も竣工、体制が整備されることになった。
しかし1990年代に入ると、これらの消防船も老朽化が指摘されるようになっていた。このことから、まず1番船「おおたき」の代船として、これを襲名して建造されたのが本船である。

## 設計
前船が双胴船であったのに対し、本船ではタグボートに似た長船首楼型の単胴船とされた。火災現場およびタンカーへの接近に備え、可燃性ガスを船内に取り込まないよう、防爆圏外（水面上3メートル）より空気を取り入れて船内を与圧する内圧防爆の処置を施すとともに、暴露部の灯火なども防爆型としている。
主機関は新潟鐵工所の6L28HXディーゼルエンジン2基（連続最大出力1,323 kW (1,774 hp) / 750 rpm）を搭載している。また推進器はアジマススラスタで、5翼式のZP-21/3Aを採用している。
消防装備としては、放水量3,000リットル毎分の2連式放水銃を操舵室上に2基、18,000リットル毎分の放水砲をマスト中部に1基、また4,000リットル毎分の放水銃を伸縮式放水塔上に1基備えている。また伸縮式放水塔上には粉末消火剤放射銃1基が併設されており、こちらは毎秒40キログラムの放射能力がある。伸縮式放水塔は、最大展張時には海面上32メートルの高さに達する。自衛用として、船橋甲板にはウォーターカーテンノズル8基が備えられている。
なおタンカー事故の際に油流出事故も生じる恐れがあることから、これに即応できるよう、オイルフェンスやオイルフェンス型の油吸着材、油処理剤の散布装置も備えている。
また行動不能に陥った大型タンカーなどの曳航を想定してエアー離脱式フックを装備し、曳引力40トンという、極めて強力な曳航能力を備えている。